# Organización territorial de Kazajistán
La República de Kazajistán está formada por diecisiete provincias (oblystar, singular - oblys) y tres ciudades independientes (qalalar, singular - qala): Astaná, Shymkent y Alma Ata, que tienen carácter estatal. Baikonur está administrada por Rusia.
El 16 de marzo de 2022, el presidente de Kazajistán Kasim-Yomart Tokáev anunció que se crearían tres nuevas provincias. Las provincias de Abai, Ulytau y Jetisu con sus respectivas capitales en Semey, Jezkazgan y Taldykorgan; fueron creados desde las provincias de Kazajistán Oriental, Karagandá y Almaty respectivamente, para la última su capital se movió de Taldykorgan a Konaev.

Provincias de Kazajistán.

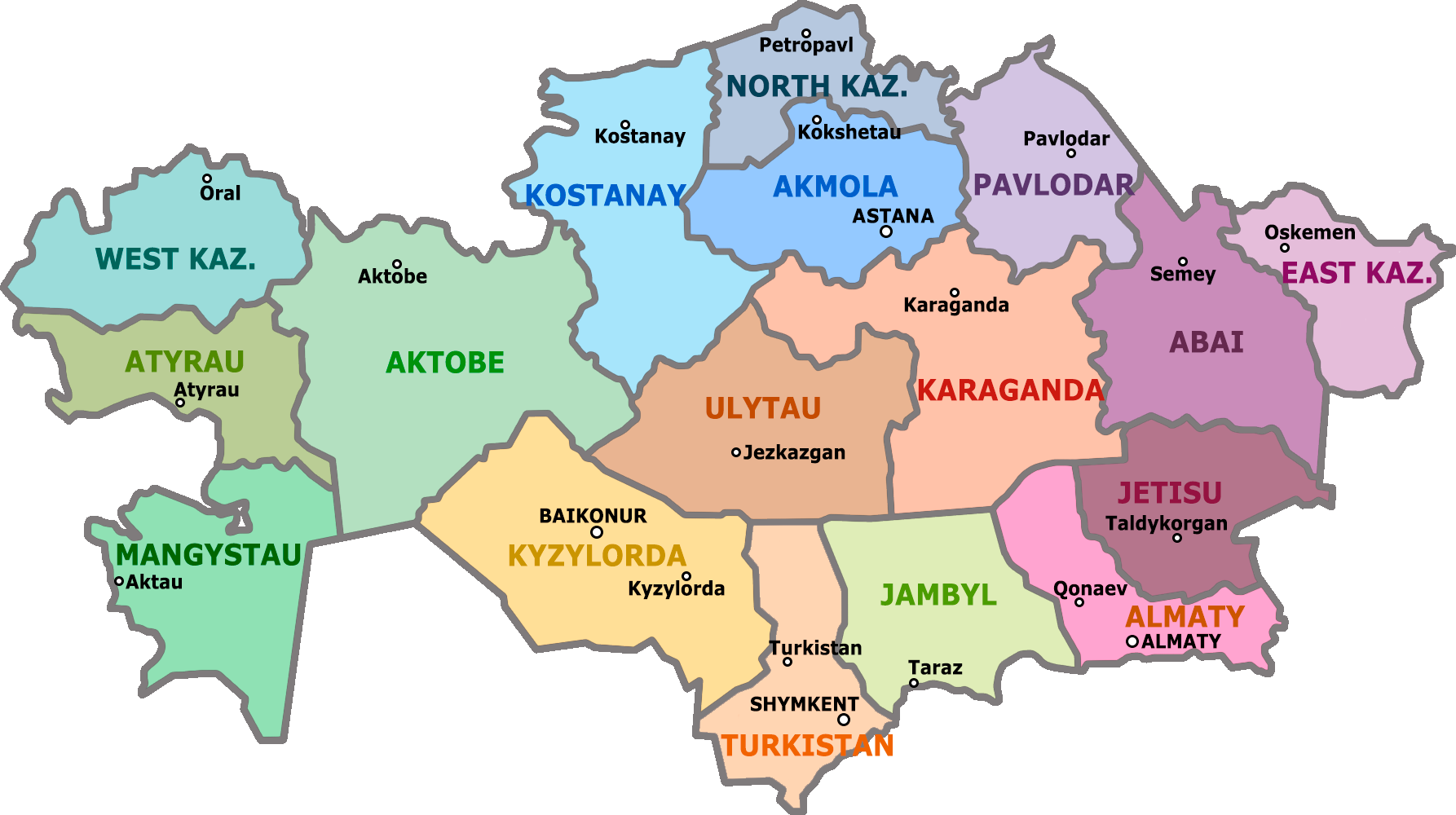
Kazajistán, provincias y capitates en 2022.

| ID | Tipo               | Oblystar                 | Capital     | Área (km²) | Población (censo 2009) | Población (censo 2022) |
| -- | ------------------ | ------------------------ | ----------- | ---------- | ---------------------- | ---------------------- |
| 1  | Provincia          | Kazajistán Occidental    | Oral        | 151339     | 598880                 | 686655                 |
| 2  | Provincia          | Atirau                   | Atirau      | 118631     | 510377                 | 689674                 |
| 3  | Provincia          | Aktobe                   | Aktobé      | 300629     | 757768                 | 757768                 |
| 4  | Provincia          | Kostanái                 | Kostanái    | 196001     | 885570                 | 832445                 |
| 5  | Provincia          | Kazajistán Septentrional | Petropavl   | 97993      | 596535                 | 534966                 |
| 6  | Provincia          | Akmolá                   | Kokshetau   | 146219     | 737495                 | 786012                 |
| 7  | Provincia          | Paviodar                 | Pavlodar    | 124800     | 742475                 | 754829                 |
| 8  | Provincia          | Mangystau                | Aktau       | 165642     | 485392                 | 761401                 |
| 9  | Provincia          | Kyzylorda                | Kyzylorda   | 226019     | 678794                 | 830901                 |
| 10 | Provincia          | Ulytau                   | Jezkazgan   | 188900     | 223664                 | 221014                 |
| 11 | Provincia          | Karagandá                | Karagandá   | 239100     | 1118036                | 1134146                |
| 12 | Provincia          | Abai                     | Semey       | 185500     | 654423                 | 610183                 |
| 13 | Provincia          | Kazajistán Oriental      | Oskemen     | 97700      | 742170                 | 7308181                |
| 14 | Provincia          | Turkestán                | Turkestán   | 116100     | 1738464                | 2110502                |
| 15 | Provincia          | Jambyl                   | Taraz       | 144264     | 1022129                | 1215482                |
| 16 | Provincia          | Almatý                   | Konaev      | 105100     | 1103237                | 1497025                |
| 17 | Provincia          | Jetisu                   | Taldykorgan | 118500     | 620593                 | 698952                 |
| 18 | Ciudad             | Astaná                   | Astaná      | 797        | 613006                 | 1340782                |
| 19 | Ciudad             | Shymkent                 | Shymkent    | 1163       | 730873                 | 1184113                |
| 20 | Ciudad             | Almatý                   | Almatý      | 682        | 1449696                | 2147113                |
| 21 | Ciudad admin Rusia | Baikonur                 | Baikonur    | 57         | 36175                  | 34544                  |